# Václav Kalous
Václav Kalous, řádovým jménem Simon a Scto Bartholomaeo, (24. ledna 1715 Solnice – 22. července 1786 Rychnov nad Kněžnou) byl český piarista a skladatel chrámové hudby.

## Život
Jeho otec byl venkovský kantor. Vzhledem k tomu, že se roku 1736 stal novicem u piaristů v Lipníku nad Bečvou, studoval patrně nejprve na piaristickém gymnáziu v Rychnově nad Kněžnou. Při přijetí do řádu přijal řádové jméno Simon a Scto Bartholomaeo. Nejprve byl učitelem a varhaníkem ve Strážnici. Po roce odešel do Rakouska, kde působil ve stejných funkcích ve Vídni a v Hornu. Zde také dokončil svá studia teologie.
Na Moravu se vrátil v roce 1745 a stal se učitelem a regenschorim v Mikulově. Od roku 1747 působil v Kosmonosích. Mezi jeho významné žáky patřili František Xaver Brixi a Fortunát Durych. Ve dvouletých intervalech učil dále na piaristických gymnáziích v Lipníku nad Bečvou a Benešově. V Benešově byl jmenován profesorem a dostal za povinnost organizovat divadelní činnost žáků ústavu. Žáci poslední třídy benešovského gymnázia hráli pod jeho vedením divadelní hry, které Simon sám napsal a patrně k nim komponoval i scénickou hudbu.
V roce 1752 získal piaristický řád povolení působit v Praze a Kalous byl mezi prvními sedmi řeholníky, kteří byli vysláni do nového působiště. V Praze zůstal čtyři roky a kromě pedagogické a skladatelské činnosti se zde věnoval i studiu hebrejštiny. Po krátké zastávce v Kosmonosích působil další dva roky na gymnáziu ve Slaném. Kromě toho byl samozřejmě varhaníkem, ředitelem kůru. Dále vystřídal Piaristické gymnázium v Kroměříži, znovu Strážnici a Litomyšl.
Roku 1773 byl přeložen do svého posledního působiště, piaristického kláštera v Rychnově nad Kněžnou. Byl zde prefektem latinských škol. V důsledku tereziánských a josefínských reforem bylo gymnázium v roce 1783 zrušeno. Kalous pak učil na německé normálce a věnoval se kazatelské a nábožensko-výchovné činnosti. V roce 1786 byl řád vypovězen i z rychnovského kláštera. Odchodu mnichů z kláštera se však skladatel již nedožil. Po záchvatu mrtvice zemřel 22. července 1786 v rychnovské koleji.
Skladby komponované v Rychnově bohužel nejspíše shořely během požáru kostela a koleje v roce 1798.

## Dílo
Václav Kalous je jeden z nejplodnějších českých skladatelů chrámové hudby 18. století. Jeho skladby se dochovaly nejen v místech kde působil, ale jejich opisy byly nalezeny v mnoha českých a moravských kostelích. Dochovalo se okolo stovky skladeb.
- 27 mší
- 11 Regina coeli
- 5 Salve regina
- 44 offertorií
- 8 litanií
- 4 Stationes Theophoricae
- Affectus erga Christum in sepulcro (sepolkro)

a řada menších chrámových skladeb.
Soupis dosud známého díla pořídil Vincenc Straka a byl publikován v jeho disertační práci. Seznam nemusí být zdaleka úplný. V nedávné době byly v archivu farního kostela v Litomyšli objeveny dosud neznámé Kalousovy kompozice. Na spartaci a analýze těchto skladeb pracují studenti pedagogické fakulty Palackého univerzity v Olomouci.
Byl znám i jako znamenitý hudební pedagog, který vychoval řadu vynikajících hudebníků.